# ترکمنکا
ترکمنکا (به لاتین: Turkmenka) یک منطقهٔ مسکونی در روسیه است که در استان آستراخان واقع شده‌است.